# Oliver Ellsworth
Oliver Ellsworth (29 de abril de 1745 – 26 de novembro de 1807) foi um advogado, juiz, político e diplomata estadunidense. Ele foi um redator da Constituição dos Estados Unidos, um senador dos Estados Unidos por Connecticut e o terceiro presidente da Suprema Corte dos Estados Unidos. Além disso, Ellsworth recebeu 11 votos do colégio eleitoral na eleição presidencial de 1796.

## Vida
Nascido em Windsor, Connecticut, Ellsworth frequentou o College of New Jersey, onde ajudou a fundar a American Whig – Cliosophic Society. Em 1777, ele se tornou procurador do estado de Hartford County, Connecticut, e foi selecionado como delegado para o Congresso Continental, servindo durante o restante da Guerra Revolucionária Americana. Ele serviu como juiz estadual durante a década de 1780 e foi selecionado como delegado da Convenção da Filadélfia de 1787, que produziu a Constituição dos Estados Unidos. Durante a convenção, Ellsworth desempenhou um papel importante na formulação do Compromisso de Connecticut entre os estados mais populosos e os estados menos populosos. Ele também serviu na comissão que preparou o primeiro esboço da Constituição, mas deixou a convenção antes de assinar o documento.
Sua influência ajudou a garantir que Connecticut ratificasse a Constituição e ele foi eleito um dos dois senadores inaugurais de Connecticut, servindo de 1789 a 1796. Ele foi o principal autor da Lei do Judiciário de 1789, que moldou o judiciário federal dos Estados Unidos e estabeleceu o poder da Suprema Corte de anular as decisões da suprema corte estadual que fossem contrárias à Constituição dos Estados Unidos. Ellsworth serviu como um aliado chave do Senado para Alexander Hamilton e se alinhou com o Partido Federalista. Ele liderou a aprovação de propostas hamiltonianas no Senado, como a Lei de Financiamento de 1790 e o Bank Bill de 1791. Ele também defendeu a favor do Declaração de Direitos dos Estados Unidos e o Tratado de Jay.

Em 1796, depois que o Senado rejeitou a nomeação de John Rutledge para servir como Chefe de Justiça, o presidente George Washington indicou Ellsworth para o cargo. Ellsworth foi confirmado por unanimidade pelo Senado, e serviu até 1800, quando renunciou devido a problemas de saúde. Poucos casos chegaram ao tribunal de Ellsworth. Ele simultaneamente serviu como enviado à França de 1799 a 1800, assinando a Convenção de 1800 para resolver as hostilidades da Quase-Guerra. Ele foi sucedido como presidente do tribunal por John Marshall. Posteriormente, ele serviu no Conselho do Governador de Connecticut até sua morte em 1807.